# Hammam al-Basza
Hammam al-Basza (hebr. חמאם אל-באשה) – muzeum tureckiej łaźni na Starym Mieście Akki, na północy Izraela.

## Historia
Turecka łaźnia (hammam) na Starym MieścieAkki została wybudowana w 1795 roku przez Jezzara Paszę i nazwana od jego imienia. Prawdopodobnie powstała na ruinach wcześniejszej łaźni pochodzącej z czasów krzyżowców. Znajduje się na południe od cytadeli, w bezpośrednim sąsiedztwie starego saraya. Podobnie jak inne tureckie łaźnie, pełniła funkcje miejsca spotkań towarzyskich mieszkańców Akki. Była to największa i najwspanialsza łaźnia publiczna w całej okolicy. Służyła do lat 40. XX wieku, a od 1954 roku jest tutaj Muzeum Miejskie. W latach 2000–2003 budynek został starannie odnowiony, a w jego wnętrzu urządzono przestrzenne prezentacje ukazujące funkcjonowanie tureckiej łaźni.

## Architektura
Budynek łaźni jest zbudowany na planie prostokąta. Od wejścia korytarz prowadzi do kolejnych pomieszczeń, z których pierwsze jest garderobą, gdzie osoby mogły rozebrać się, pozostawić swoje ubrania i owinąć specjalnymi ręcznikami. Z garderoby jest wyjście na otwarty dziedziniec wewnętrzny, wokół którego rozmieszczone są wszystkie pomieszczenia łaźni. W centrum dziedzińca znajduje się fontanna, a wzdłuż ścian stoją marmurowe ławki. Jest to miejsce, w którym można było odpocząć i zrelaksować się po kąpieli i zabiegach. Można stąd przechodzić do kolejnych czterech pokojów, w których dokonywano zabiegów kosmetycznych, leczniczych i masaży. Ostatnim i najważniejszym jest sześciokątna łaźnia parowa, która jest sercem całej łaźni. Budynek jest ozdobiony marmurowymi posadzkami, kafelkami i kolorowymi szybkami umieszczonymi w kopulastym dachu, podtrzymywanym przez cztery marmurowe kolumny. Kolejne pomieszczenia posiadają małe kopuły ze świetlikami.

## Zbiory muzeum
Hammam al-Basza prezentuje nowoczesne podejście do przedstawiania historii Akki. Jest jednocześnie muzeum historycznym i etnograficznym. W łaźni odtworzono życie z okresu największego rozkwitu Akki. Można tu zobaczyć fikcyjne postacie, które uczestniczą w kąpielach, zabiegach i rozmowach. Postacie te obrazują zwyczaje pięciu pokoleń żyjących w mieście w okresie osmańskim. Elementy architektoniczne są podświetlone w taki sposób, aby zwiedzający mógł je z łatwością dostrzec. Prezentacje historyczne przygotowano w ośmiu językach: hebrajskim, arabskim, angielskim, niemieckim, francuskim, hiszpańskim, włoskim i rosyjskim. Turyści mogą skorzystać z elektronicznego przewodnika, który zwraca się przy wyjściu z muzeum.

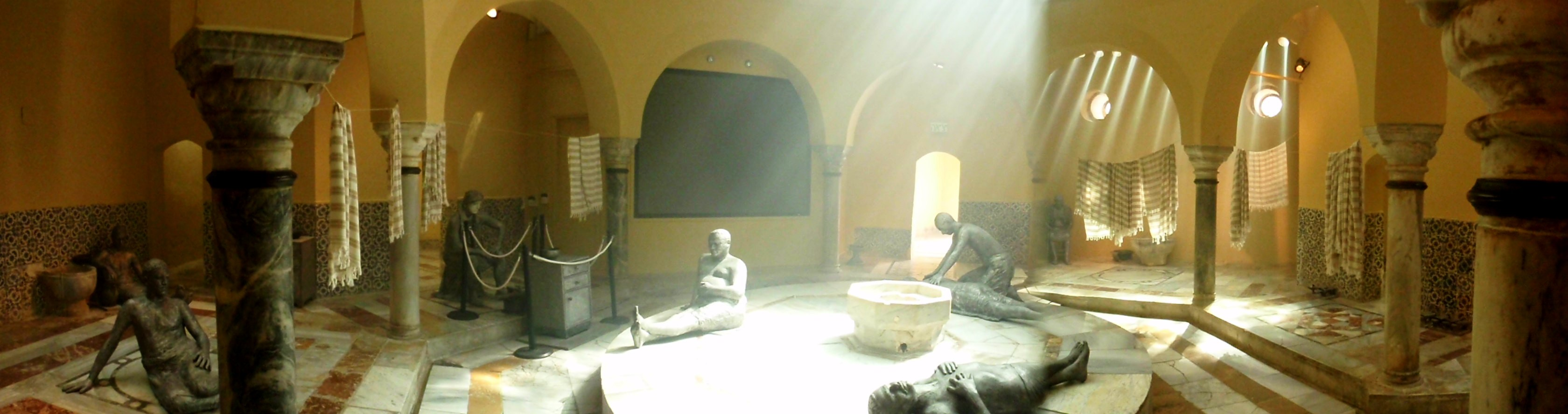
Wnętrze łaźni tureckiej w Akce